# Nordby Sogn (Samsø Kommune)
 For alternative betydninger, se Nordby Sogn. (Se også artikler, som begynder med Nordby Sogn)
Nordby Sogn var et sogn i Århus Domprovsti (Århus Stift). Sognet blev nedlagt 1. maj 2014, hvor alle 5 sogne på Samsø blev lagt sammen til Samsø Sogn.
I 1800-tallet var Nordby Sogn et selvstændigt pastorat. Det hørte til Samsø Herred i Holbæk Amt. Nordby sognekommune indgik i Samsø Kommune, der blev dannet 1. april 1962 og ved kommunalreformen i 1970 blev overført fra Holbæk Amt til Århus Amt.
Stednavne, se Samsø Sogn.